# Ulko-Harmaa
Ulko-Harmaa är en ö i Finland. Den ligger i Bottenhavet och i kommunen Björneborg i den ekonomiska regionen  Björneborgs ekonomiska region i landskapet Satakunta, i den sydvästra delen av landet. Ön ligger omkring 17 kilometer väster om Björneborg och omkring 240 kilometer nordväst om Helsingfors.
Öns area är 2 hektar och dess största längd är 320 meter i öst-västlig riktning.